# Salviamo il salvabile (Turi)
Salviamo il salvabile è il primo album di Turi uscito nel 2001.
Il titolo è un riferimento alla crisi del rap italiano dei primi anni 2000.

## Tracce
1. Intro - 02:10
2. Salviamo il salvabile - 03:48
3. Papale papale
4. Risveglio (interludio) - 00:46
5. Pane a chi non ha i denti - 04:18 - feat Kiave
6. Non scordare - 04.32
7. S.O.S. - 04:22 - feat Manifest
8. Luce  (interludio) - 00:33
9. Brutto Colpo - 03:47
10. A cui? - 03:40 - feat Ciccio il Milordo e Luca Giurleo
11. La migliore sensazione - 04:25
12. Microfoni in fiamme - 04:20 - feat Macromarco
13. Movimento (interludio) - 00:47
14. Viaggio misterioso - 01:19
15. Outro - 01:13